# Герб Феодосії
Герб Феодосії затверджений 30 червня 2005 р. рішенням 30-ї сесії Феодосійської міської ради.
Автор проєкту герба: Малишев С. І., геральдичне доопрацювання: Маскевич О. І. Загальна ідея герба 1967 року була збережена, але фігури в щиті зазнали «перефарбовування»: якір із чорного став золотим, вежа «срібною», виноград — золотим.

## Опис герба
У червоному щиті із синьою основою, відділеною двома срібними нитяними зубчастими балками, золоте сонце з дев'ятьма променями, що сходить, поверх якого срібна генуезька башта, на якій покладене пурпурове виноградне гроно з зеленим листком. У базі — золотий якір у стовп.

## Історія

Реконструкція герба Каффи

### Генуезька епоха

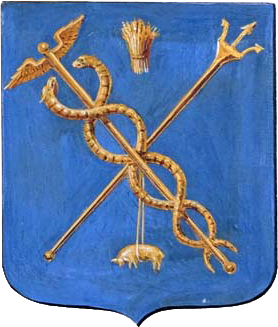
Герб Феодосії 1811

Статус міста Каффа отримала 1322 року від папи римського Іоанна XXII. У цей час на закладних будівельних плитах, які монтувалися в стіни найбільш значних оборонних та цивільних споруд, зображалися різні герби. Ці плити включали в себе зображення рівнокінцевого латинського хреста (герба Генуї), тамґи з півмісяцем, а також особисті геральдичні символи консулів Каффи та інших знатних посадових осіб.
Тамґа з півмісяцем — знак, що збігається із зображеннями на ряді монет Золотої Орди (т. зв. «Тамґа Мангу-Тимура»). У багатьох дослідженнях тамґа з півмісяцем фігурує як «герб генуезької Каффи».

#### Імперський період
Перший герб Феодосії затверджено 11 травня 1811 року:
У щиті, що має блакитне поле, хрестоподібно зображені: тризуб Нептуна та жезл Меркурія; у главі щита хлібний сніп, а в підніжжі — золоте руно.
Тризуб Нептуна свідчить про розташування міста біля моря. Кадуцей — жезл, обвитий двома зміями — належить Меркурію, в давньоримській міфології богу торгівлі. Руно зображене як овеча шкура, на знак того, що жителі давно займалися вівчарством. Розташований у верхній частині геральдичного щита хлібний сніп свідчить про поширене у повіті хліборобство.

У березні 1834 року з ініціативи генерал-губернатора М. С. Воронцова у його канцелярії було підготовлено проєкти гербів для повітів Таврійської губернії: Дніпровського, Перекопського, Євпаторійського, Феодосійського, Мелітопольського та Сімферопольського. Герб Феодосії описаний як: 
«Феодосійського повіту — Генуезька вежа з корабельним носом, над нею підноситься герб Таврійської губернії». 
Усі проєкти містилися в рапорті Воронцова Сенату від 28 серпня 1834 року.
Однак жодних дій щодо цього рапорту вжито не було. Проєкти не розглядалися у Міністерстві внутрішніх справ та не подавалися імператору. 1839 року Воронцов звернувся по допомогу у розробці гербів до Одеського товариства історії та старожитностей. Зокрема, він попросив товариство розглянути проєкти 1834 року. Від Одеського товариства у розробці гербів брали участь М.Мурзакевич та О.Скальковський.

По повіту Феодосії був запропонований такий герб: 
«Щит розсічений, в першому полі генуезька вежа, на ній щиток з тамгою Золотої Орди, в іншій половині золотий якір.»

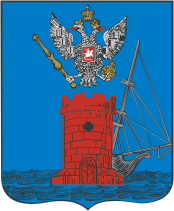
Герб Феодосії 1844

Новий герб повіту Феодосії затверджений 17 листопада 1844 року разом з іншими гербами Таврійської губернії:
«У блакитному полі, вгорі, чорний Російський орел, внизу червона Генуезька вежа, зі срібним носом корабля, на спогад давнього перебування там генуезців та давньої значної торгівлі порту Феодосії».

##### Проєкт Кене
Проєкт герба Феодосії від 04листопада 1875 року був розроблений в рамках нової геральдичної реформи Бернгардом Кене: 
«У блакитному щиті золоті дерев'яні ворота, над ними золота бичача голова з блакитними очима».
У вільній частині герб Таврійської губернії. За щитом якорі, з'єднані Олександрівською стрічкою.

###### Радянський період

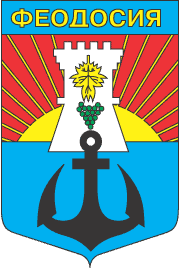
Герб Феодосії 1967

До святкування 250-річчя міста 1967 року було оголошено загальнокримський конкурс на найкращий герб Феодосії, у якому взяли участь понад 40 людей.

14 грудня 1967 року був затверджений герб, автор якого був С. І. Малишев:
«Герб виконаний у вигляді щита, що символізує кордон нашої держави. Вгорі назва міста. На тлі сонця, що сходить, — символу східного узбережжя Криму — червоного кольору небо — символ великих революційних традицій міста, давня вежа, що говорить про велику історію міста. На тлі вежі ґроно винограду, що символізує виноробний район, в якому розташоване місто. Внизу на тлі моря якір, який говорить про те, що місто морське, портове.»